# جون هورغان
جون هورغان (بالإنجليزية: John Horgan)‏ هو صحفي ومؤلف أمريكي، ولد في 1953.

## وصلات خارجية
- جون هورغان على موقع أرشيف الشارخ.
- الموقع الرسمي